# Généralité de Caen
1542–1790
(483 ans)
Entités précédentes :
- Création

Entités suivantes :
- Calvados
- Manche
- Orne

La généralité de Caen est une circonscription administrative de Normandie créée en 1542. Caen fut le siège d’une des dix-sept recettes générales créées par Henri II et confiées à des trésoriers généraux par l’Édit donné à Blois en janvier 1551). Elle fut amputée de l’élection de Falaise (236 paroisses) lors de la création de la généralité d'Alençon en 1636. 
Elle se composait de neuf élections ; on y comptait onze subdélégations à la fin de l’Ancien Régime. 

## Liste des circonscriptions administratives

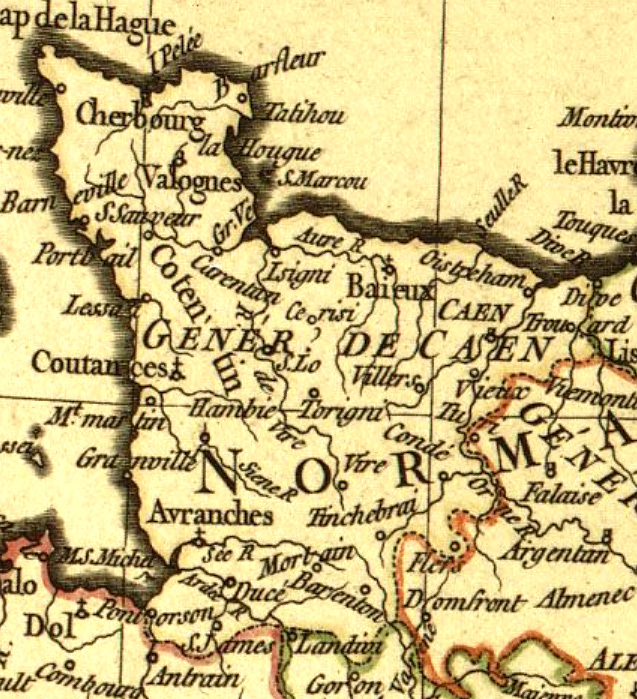
La Généralité de Caen en 1774

La généralité étant devenue, à la veille de la Révolution, une des circonscriptions administratives majeures du royaume, la connaissance historique du territoire concerné passe par l’inventaire des circonscriptions inférieures de toute nature. Cet inventaire est la base d’une exploration des archives réparties entre les différentes archives départementales des départements compris dans la généralité. 

### Élection d’Avranches
- Ville et faubourgs d'Avranches
- Sergenterie Pigace
- Sergenterie du Val de Sée
- Sergenterie de Ponts
- Sergenterie Benoist
- Sergenterie Hérault
- Sergenterie de Pontorson
- Sergenterie de Saint-James

Paroisses recensées en 1735 : 99 au total.

### Élection de Bayeux
L’élection de Bayeux fut amputée en avril 1639 de 55 paroisses (Sergenterie de Thorigny et de Saint-Clair-sur-Elle) qui passèrent à la nouvelle élection de Saint-Lô. En février 1642, elle reçut 32 paroisses supplémentaires. Avec la suppression de l’élection de Saint-Lô, on revint à la situation d’avant 1639. La reconstitution de l’élection de Saint-Lô en mars 1691 lui fit perdre 41 paroisses.
- Ville et faubourgs de Bayeux
- Banlieue de Bayeux
- Sergenterie de Tour
- Sergenterie de Cerisy
- Sergenterie de Thorigny
- Sergenterie de Gray
- Sergenterie des Vez
- Sergenterie d'Isigny
- Sergenterie de Briquesart

Paroisses recensées en 1735 : 185 au total.

### Élection de Caen

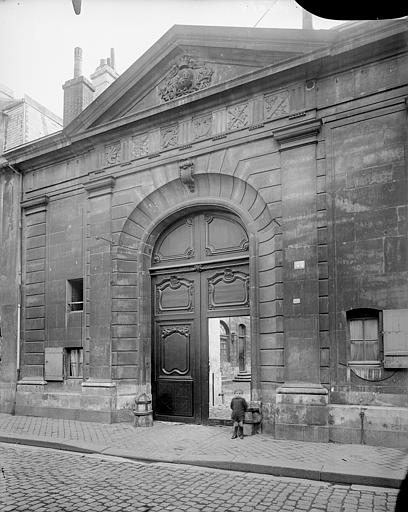
Hôtel de l'Intendance, à Caen

L’élection de Caen perdit 18 paroisses au profit de celle de Bayeux créée en février 1642, mais les récupéra plus tard, probablement lors de la suppression de l’élection de Saint-Lô.
- Ville et faubourgs de Caen
- Sergenterie de la banlieue de Caen
- Sergenterie de Ouistreham
- Sergenterie de Bernières
- Sergenterie de Creully
- Sergenterie de Villers
- Sergenterie de Cheux
- Sergenterie d'Evrecy
- Sergenterie de Préaux
- Sergenterie d'Argences
- Sergenterie de Troarn
- Sergenterie de Varaville
- Sergenterie de Saint-Sylvain
- Sergenterie de Bretteville-sur-Laize
- Sergenterie de Tournebu
- Sergenterie de Brétheuil
- Sergenterie de Croisilles
- Sergenterie au Verrier

Paroisses recensées en 1735 : 235 au total.

### Élection de Carentan
L’élection de Carentan perdit 21 paroisses lors de la création de celle de Saint-Lô en avril 1639, mais elle reçut en compensation 16 paroisses de l’élection de Valognes. En août 1661 l’élection de Saint-Lô fut supprimée, et on revint, à quelques détails près, à la situation antérieure. Lors de la reconstitution de l’élection de Saint-Lô en mars 1691, l’élection de Carentan perdit 29 paroisses, et n’en obtint en échange que 12 de l’élection de Valognes.
- Sergenterie de Carentant (Carentan)
- Sergenterie de Saint-Eny
- Sergenterie de Varanguebec
- Sergenterie de Sainte-Marie du Mont
- Sergenterie de Sainte-Mère-Église
- Sergenterie de Périers
- Sergenterie de Courays
- Sergenterie d'Aubigny
- Sergenterie de la Haye du Puy
- Sergenterie de l'Essey
- Sergenterie de Montebourg
- Sergenterie de Valognes
- Sergenterie du Pont Labé

Paroisses recensées en 1735 : 93 au total.

### Élection de Coutances
- Sergenterie de la Halle (y compris Coutances)
- Sergenterie de Maufras
- Sergenterie de Couraye
- Sergenterie de Saint-Paër (Saint-Pair)
- Sergenterie de Gavré
- Sergenterie de Droüard
- Sergenterie de Chaslon
- Sergenterie Petuce
- Sergenterie de Moyon
- Sergenterie de Periers
- Sergenterie de Saint-Gilles
- Sergenterie de Blanle
- Sergenterie de Gascoin
- Sergenterie de Couraye d'Irville
- Sergenterie de la Haye-Pesnel
- Sergenterie Sabot

Paroisses recensées en 1735 : 135 au total.

### Élection de Mortain
- Sergenterie Hallé (y compris la ville de Mortain)
- Sergenterie Corbelin
- Sergenterie Roussel
- Sergenterie Martin
- Sergenterie Doiscée
- Chastellenie de Tinchebray

Paroisses recensées en 1735 : 583 au total.

### Élection de Saint-Lô
L’élection de Saint-Lô fut créée par un édit d’avril 1639. Elle comprenait alors 101 paroisses dont 55 détachées de l’élection de Bayeux (sergenterie de Thorigny et de Saint-Clair), 21 de l’élection de Carentan (sergenterie de Saint-Lô et du Hommel-et-la-Comté) et 25 de l’élection de Coutances (sergenterie de Moyon et de Saint-Gilles). Supprimée en août 1661, l’élection de Saint-Lô fut rétablie par l’édit de mars 1691 (à partir de 41 paroisses détachées de l’élection de Bayeux, 29 de celle de Carentan, et 26 de l’élection de Coutances).
- Sergenterie de Saint-Lô
- Sergenterie du Hommes
- Sergenterie de la Comté
- Sergenterie de Thorigny
- Sergenterie de Saint-Clair
- Sergenterie de Moyon
- Sergenterie de Saint-Gilles
- Sergenterie de Cerisy
- Sergenterie de Mausras
- Sergenterie de Carentan

Paroisses recensées en 1735 : 100 au total.

### Élection de Valognes
L’élection de Valognes perdit 16 paroisses en 1639 au profit de l’élection de Carentan. Elle en récupéra 14 par la suite, probablement à la faveur de la suppression de l’élection de Saint-Lô en 1661. Lors de la reconstitution de cette élection en mars 1691, l’élection de Valognes perdit à nouveau 12 paroisses. Son ressort fut ramené à 175 paroisses.
- Sergenterie de Valognes
- Sergenterie du Pont-Labé
- Sergenterie de Beaumont
- Sergenterie de Val de Saire
- Sergenterie de Tollevast

Paroisses recensées en 1735 : 174 au total.

### Élection de Vire
Amputée de deux paroisses au profit de l’élection de Bayeux en février 1642, l’élection de Vire récupéra ultérieurement celle de Coulvain.
- Sergenterie de la Banlieuë (y compris la ville et les faubourgs de Vire)
- Sergenterie de Tourneur
- Sergenterie de Vassy
- Sergenterie de Saint-Jean-le-Blanc
- Sergenterie de Pont-Farcy
- Sergenterie de Saint-Sever
- Bailliage de Condé
- Quelques paroisses isolées

Paroisses recensées en 1735 : 124 au total.

## Lagénéralitéd’après le Règlement général du24 janvier 1789(États généraux)
Noms des deux bailliages principaux, suivis du nombre de députés à élire et du nom des bailliages secondaires (sur la distinction entre bailliages principaux et secondaires voir l’article Bailliages principaux et bailliages secondaires) :
- Bailliage de Caen, 12 députés, (Bayeux, Falaise, Thorigny, Vire) ;
- Bailliage de Coutances, 16 députés, (Avranches, Carentan, Cérences, Mortain, Saint-Lô, Saint-Sauveur-le-Vicomte, Saint-Sauveur-Lendelin, Tinchebray, Valognes).

## Sources
- Jacques Dupâquier, Statistiques démographiques du Bassin parisien, 1636-1720, Paris, Gauthier-Villars, 1977On trouvera notamment dans cet ouvrage la liste des paroisses constituant chacune des élections, avec l’évolution du nombre de leurs feux ou foyers fiscaux de 1636 à 1720.

- Claude-Martin Saugrain,  Nouveau dénombrement du royaume, par généralité, élections, paroisses et feux, Paris,  P. Prault, 1735 [lire en ligne]

Le fonds d’archives de la généralité de Caen est conservé aux Archives départementales du Calvados, dans la série C, articles 1 à 6962 (administration générale, affaires militaires, justice, agriculture, commerce, industrie, travaux publics, marine, affaires domaniales, impositions [ XVIe – XVIIIe siècles av. J.-C.].